# كفرشلان
كفرشلان هي قرية لبنانية من قرى قضاء الضنية في محافظة الشمال.
كفر شلان هي قرية لبنانية في شمال لبنان في قضاء الضنية. رئيس بلديتها الحالي ناصر الشامي. تفتقر للعديد من البنى التحتية منه على سبيل المثال مياه الشفة رغم غنى المنطقة بالمياه.